# Terceira
Terceira (portugalski: Ilha Terceira) je jedan od otoka iz otočja Azora, u sredini sjevernog Atlantika, površine 396,75 km², na kojem živi 55 833 stanovnika. Terceira je danas poznata kao zrakoplovna baza američko - portugalske vojske (Base Aérea nº 4) i po svojoj povijesnoj prijestolnici gradu Angra do Heroismo sjedištu vrhovnog suda portugalske Autonomne pokrajine Azori, čiji je povijesno središte grada Angra do Heroismo UNESCO proglasio dijelom svjetske kulturne baštine.

## Povijest
U novije vrijeme otkriveno je nekoliko čudnih formacija, koje bi mogli biti hipogeji (grobovi uklesani u stijene) stari oko 2 000 godina, a to bi značilo da su neki stanovnici živjeli na Terceiri prije nego što su Portugalci otkrili otok.
Još od Antike znalo se ili slutilo, da po Atlantiku mora biti i nekakvih otoka. U 14. st. kružile su još uvijek priče o atlantskim otocima; Atlantis, Sete Cidades (Kraljevstvo sedam gradova), Terras of São Brandão (Zemlja sv. Brendana), Ilhas Aofortunadas (Otoci sreće), Ilha da Brasil (Otok Brazil), Antília, Ilhas Azuis (Plavi otoci), Terra dos Bacalhaus (Zemlja bakalara). Čak se slučajno ili ne, 1436. pojavila Insula de Brasil kao jedan od većih otoka otočja u sred Atlantika, na zemljovidu mletačkog kartografa Andreje Bianca.
Prvi službeni dokument u kojem se jasno navodi otkriće nekog od otoka otočja Azora je iz 1439. u njemu se navodi da je portugalski moreplovac Gonçalo Velho Cabral otkrio otočić Formigas. Tako da je i do danas nejasno koje su godine Portugalci otkrili Terceiru (njeno ime jasno govori da je otkrivena treća). U prvim pisanim dokumentima ona se navodi kao Ilha de Jesus Cristo (otok Isusa Krista) a kasnije Ilha de Jesus Cristo da Terceira. Po kroničarima iz onog doba izgleda da je pronađena oko 1. siječnja (a to se tada slavilo kao imendan Isusa), zbog tog je i dobila njeno ime, ali se vremenom ustalilo ime Terceira.
Kolonizacija otoka Terceira započela je dekretom infanta Henrika Moreplovca (od 21. ožujka 1450.), koji je otok (zajedno s još šest azorskih otoka) donirao flamanskom plemiću Jácomeu iz Brugesa. On je izgleda već sljedeće godine doveo prve naseljenike iz Flandrije, koji su se iskrcali na sjeveru otoka kod naselja Quatro Ribeiras, i osnovali prvo naselje. Brugues je preselio svoju rezidenciju u novo naselje Praia - 1456., u koju je preselio i upravu (kapetaniju) oko 1460.
Bruges je često plovio u Flandriju po nove koloniste, na jednom od tih putovanja 1474. je izgleda nastradao. Nakon njegova nestanka, njegova najstarija kći Beatriz,  podijelila je otok Terceiru na dvije kapetanije: Angru (koji je donirala João Vazu) i Praia (koju je dala Alvaru Martinsu Homemu). Osim flamanskih i portugalskih kolonista, na Terceiru su doseljeni i mnogi crni robovi iz Madeire i Afrike, a samostalno su se naselili i brojni europski pustolovi i židovski trgovci. U 15. st. glavna poljoprivredna kultura na otoku bila je pšenica, i eksploatacija šuma za brodogradnju, zatim je to postala šećerna trska, njemački indigo, pa čaj, duhan i ananas.

Za vrijeme portugalske dinastičke krize - 1580., jedan od pretendenata na kraljevski tron António Portugalski odabrao je Terceiru kao svoju prijestolnicu, tako da su Azori bili jedini dio portugalskog carstva koji je odoljevao španjolcima sve do ljeta 1582., tad je španjolski kralj Filip II. ponudio stanovnicima Azora 
amnestiju ako se dobrovoljno predaju, ali je njegov glasnik naišao na vrlo neprijateljski prijem u gradu Angra (iz kog je jedva uspio pobjeći na saveznički otok São Miguel). Nakon Bitke kod Ponta Delgada (kod otoka São Miguel) 1582., u kojoj je španjolski zapovjednik Alvaro de Bazan, markiz od Santa Cruza porazio vojsku Antónija i njegovih anglo-francuskih pristalica, njegova flota od 96 brodova i 9500 vojnika (+ posada od 2000 vojnika iz otoka Sao Miguel) pojavila se kod grada Angra. Nakon samo jednog dana borbe - oni su zauzeli grad Angru, 1583. ali su dopustili poraženim francuskim i engleskim vojnicima da napuste otok u miru, a António je s najužim pristašama uspio pobjeći.
Nakon obnove portugalskog kraljevstva 1642., dotad brojni (i privilegirani) španjolski kolonisti napustili su otok.
Sustav administrativno-vlasničke podjele otoka na 2 kapetanije, promijenjen je 1766., otad je čitavim otokom upravljao jedan general - kapetan sa sjedištem u Angri.
Terceira je bila poprište Bitke kod grada Praia da Vitória 1829., između Miguelista (pristaša kralja Miguel I. i liberala (pristaša kralja Joãoa VI.) za vrijeme portugalskog građanskog rata zvanog i Rat dvoje braće. Kralj Pedro I. formirao je svoju reformističku vladu u gradu Angri - 1832., koja je bila protivnik apsolutionističkog režima u Lisabonu, pod predsjedanjem Markiza Palmela.
Za vrijeme Francuske revolucije - 1810., velik broj novinara i pristalica revolucije, uključujući i industrijalca Jácome Rattona bili su prognani na Terceiru.
Na Terceiri su se susreli 16. ožujka 2003., predsjednik Sjedinjenih Država George W. Bush, britanski premijer Tony Blair, španjolski premijer José María Aznar i portugalski premijer José Manuel Barroso kako bi dogovorili detalje invaziji na Irak, koja je počela četiri dana kasnije - 20. ožujka 16. ožujka 2003.

## Zemljopisne karakteristike
Otok Terceira ima gotovo kružni oblik, dug je 29 km, a širok 18 km, ukupne dužine obale 90 km. Terceira je nastala kao plod vulkanske aktivnosti četiri vulkana, koji su stvorili na vrhu geološki raskol koji se zove Raskol Terceira. Ti su vulkani izrasli iz dubine od 1500 metara s dna Atlantskog oceana. Najstariji od njih stratovulkan Cinquo Picos, na istočnom dijelu otoka, prestao je s aktivnošću pred više od 300 000 godina. To je jedan od najvećih vulkana na Azorima, s kalderom promjera 7 km. stratovulkan Guilherme Moniz u sredini otoka  erumpirao je 100 000 godina kasnije (oko 270 000 ka), on ima kalderu promjera 623 metara. Na sjeveru otoka je vulkan Pico Alto, koji je prestao s aktivnošću pred manje od 60 000 godina, njegova 
kaldera ima 808 m.
Najmlađi i jedini aktivni vulkan je Santa Barbara, na zapadu otoka visok 1023 m. Taj stratovulkan ima dvije kaldere, mlađa se formirala prije 15 000 godina. Zabilježene erupcije dogodile su se 1761. uz prorez na istočnoj strani vulkana, te 1867. i 1998. – 2000. iz podvodnih kratera na zapadnoj obali. Zapadni dio otoka Terceira je bogat šumskim pokrovom, zbog vjetrova sa zapada koji donose kišne oblake na tu stranu. Unutrašnjost Terceire je brežuljkasti i rijetko naseljen kraj, pravi rezervat prirode po kojem pasu brojna stada krava. Većina stanovnika živi u dva grada i brojnim slikovitim ribarskim naseljima na obali.
Većina otoka je okružena obalnim stijenama visokim do 20 m, osim dijela na južnoj obali pored grada Angra do Heroismo. Tu je erupcija lave formirala u vodi oceana bazaltni poluotok s brdom Monte Brasil, visokim 205 m (promjera 1 km) koje štiti od vjetrova sa zapada tu glavnu otočku luku.
Administrativno Terceira je podijeljena po dijagonali između dviju općina: Angra do Heroismo i Praia da Vitória. Općina Angra do Heroismo nalazi se na jugo zapadnoj polovici otoka, a Praia da Vitória na sjeveroistoku, unutar te općine nalazi se i naselje Lajes, s bazom ratne avijacije. 

## Gospodarstvo
Glavna gospodarska aktivnost na otoku je stočarstvo i proizvodnja mliječnih proizvoda. Otok ima dvije glavne morske luke; Angra do Heroismo i  Praia da Vitória i jednu zračnu luku, koja je prije svega vojna (američko - portugalskia) -Base Aérea nº 4 u naselju Lajes.

## Kultura i običaji
Na Terceiri je stoljećima popularna verzija portugalske koride, i to jednako ona u areni, ali i ona narodska - ulična - "touradas à corda".
Popularne od 16. st. - "touradas à corda" (doslovno koride na užetu) održavaju otočani od svibnja do kraja rujna. Ta korida slična je španjolskim uličnim Utrkama bikova, za vrijeme te koride puste bika da projuri kroz grad, ili trg s vrlo dugim užetom oko vrata, koje drže osam "pastoresa" odjevenih u tradicionalnu nošnju; bijele košulje, crne hlače i sivo crni šešir. Oni ipak kontroliraju bika, kojeg hrabriji mladići pokušavaju izazvati, tako da mu priđu sve bliže (što obično izazove bezbroj smiješnih situacija) ali koji put i ozbiljne ozljede.
Koride se održavaju kao uvod u tradicionalna vjerska slavlja, slične su i koride u areni s konjanicima, koje kao uvod imaju veliku procesiju sa svim sudionicima buduće koride odjevenima u kostime iz 16. st; pantalones (konjanike), bandarilheiros (konjanički štitonoše), matadore i forcadose (8 ljudi koji izazivaju bika). Za razliku od španjolske koride, u portugalskoj nije cilj ubiti bika, već ga nakratko ukrotiti - i to tako da ga forcadosi uhvate za rogove i umire, matadori i pantalones igraju malu ulogu zbunjujući bika tokom koride.

## Vanjske poveznice
- Azores.com, informacije o otoku Terceira
- Câmara Municipal da Angra do Heroísmo  Arhivirana inačica izvorne stranice od 9. veljače 2006. (Wayback Machine)
- Câmara Municipal da Praia da Vitória